# Economie van Thailand

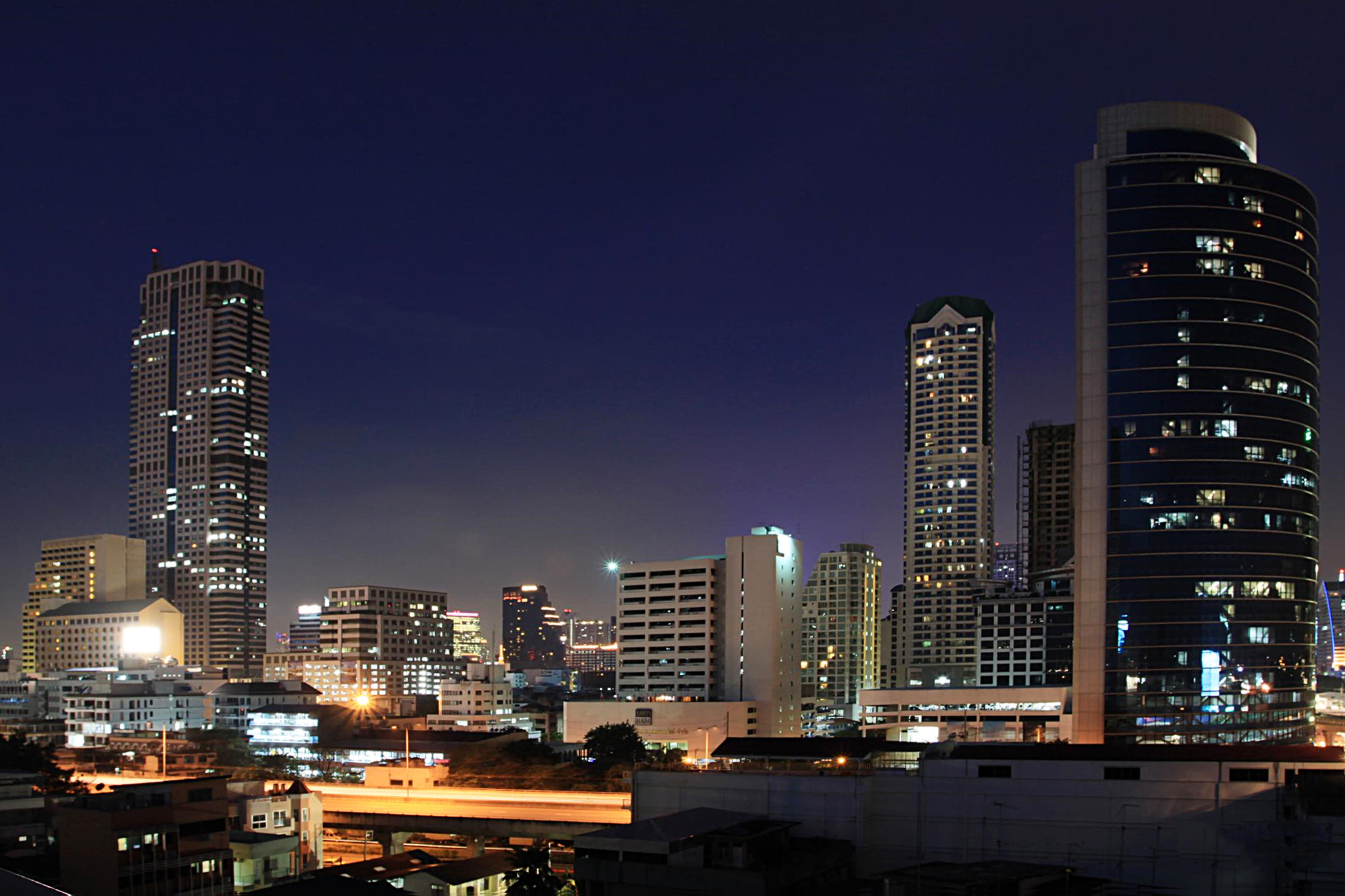
Bangkok is het economisch hart van Thailand

De economie van Thailand, een newly-industrialized country, is een van de snelstgroeiende economieën in Azië en de snelstgroeiende economie in Zuidoost-Azië. Gedurende de periode 1989-2009 groeide de Thaise economie gemiddeld met 5,02% per jaar, hoewel het land halverwege deze periode ook flink te lijden heeft gehad van de financiële crisis in Azië.
In 2010 groeide de economie van Thailand met ruim 7%. Thailand staat op de lijst van grootste economieën in de wereld op de 26e plaats.
Thailand is de tweede economie in Zuidoost-Azië, na Indonesië. Het is het op vier na rijkste land op basis van het BBP per hoofd, na Singapore, Brunei en Maleisië.  De economie van Thailand functioneert als een zogeheten ankereconomie voor de naburige ontwikkelende economieën van Laos, Myanmar en Cambodja. Desondanks is Thailand een middenmoter in de lijst van grootste economieën in Zuidoost-Azië.
Thailand is erg afhankelijk van de export, die goed is voor meer dan twee derde van het bruto binnenlands product (BBP). Het land heeft een grote auto-industrie, die in 2010 met 63% groeide. Met 1,6 miljoen geproduceerde auto's staat het land op de 13e plaats van de meest motorvoertuig producerende landen ter wereld. Experts voorspellen dat in 2015 Thailand in de top 10 van autoproducerende landen zal staan. Daarnaast staat het land 6de op de lijst van rijstproducenten en staat het nummer 1 op de lijst van rijstexporteurs.
Thailands herstel van de financiële crisis in Azië in 1997 en 1998 was vooral te danken aan de export en aan verschillende andere factoren. Thailand scoort hoog in de wereldwijde auto-industrie en bij de vervaardiging van elektronische goederen. De inkomsten vanuit het toerisme stijgen en dragen tot ongeveer 6% bij aan het BBP. De groei van het BBP was 8,0% in 2010, wat hoger is dan de vorige hoogtepunten (variërend van 5 tot 7%) onder de vorige burgerlijke regering. Thailand geniet van enkele hoge buitenlandse investeringen en van het consumentenvertrouwen.
De werkloosheid bedroeg 1,2% tot 2010. Met een geschatte verdere daling tot 1% in daaropvolgende jaren heeft Thailand een van de laagste armoedecijfers in Azië. In enkele decennia van economische groei verminderde de armoede in Thailand. In 2010 waren Thailand, Japan, Zuid-Korea, Taiwan, Brunei en Maleisië de enige landen in Azië waarin minder dan 2% van de totale bevolking van het land per dag minder dan 1,25 Amerikaanse dollar verdiende. Als gevolg van de stijgende olie- en voedselprijzen schoot de inflatie in juli 2010 omhoog tot 3,5%, maar het zal waarschijnlijk niet verder stijgen, aangezien de olie- en voedselprijzen in Thailand steeds verder stabiliseren en Thailand hoge buitenlandse investeringen en reserves ontvangt.

## Energievoorziening
In 2014 produceerde het land 79 miljoen ton olie-equivalent (Mtoe), 67% fossiele en 33% duurzame energie. (1 Mtoe = 11,63 TWh, miljard kilowattuur). Dat was niet genoeg voor de energievoorziening, het TPES (total primary energy supply): 135 Mtoe. Het land importeerde 55 Mtoe fossiele brandstof meer dan het exporteerde.
Van de energie ging ongeveer 40 Mtoe verloren bij conversie, vooral bij elektriciteitsopwekking. 19 Mtoe werd gebruikt voor niet-energetische producten zoals smeermiddelen, asfalt en petrochemicaliën. Voor eindgebruikers resteerde 72 Mtoe waarvan 14 Mtoe = 160 TWh elektriciteit.
De uitstoot van kooldioxide was 244 megaton, dat is 3,6 ton per persoon, minder dan het wereldgemiddelde 4,5 ton per persoon.

## Overstromingen
In 2011 werd Thailand geteisterd door grootschalige overstromingen. Van 25 juli 2011 tot 16 januari 2012 kenden 65 van de 77 Thaise provincies wateroverlast. De Wereldbank maakte een schatting van een schadebedrag van 32 miljard euro. In 2012 herstelde Thailand van de uitzonderlijke gebeurtenissen en startte de regering een grootschalige verbetering van de infrastructuur, watermanagement inbegrepen. Het BBP groeide in 2012 met 6,5%, na een flinke dip in 2011.

## Economische samenwerking
Thailand is medeoprichter van de ASEAN, de politieke, economische en culturele samenwerking tussen de landen in de regio. Met name op het gebied van economische samenwerking zijn er grote stappen gezet binnen deze regionale clustering, en is het doel om in 2015 de AEC (ASEAN Economisch Comité) opgericht te hebben.
Afghanistan · Armenië · Azerbeidzjan · Bahrein · Bangladesh · Bhutan · Brunei · Cambodja · China · Cyprus · Egypte · Filipijnen · Georgië · India · Indonesië · Irak · Iran · Israël · Japan · Jemen · Jordanië · Kazachstan · Kirgizië · Koeweit · Laos · Libanon · Maldiven · Maleisië · Mongolië · Myanmar · Nepal · Noord-Korea · Oezbekistan · Oman · Oost-Timor · Pakistan · Qatar · Rusland · Saoedi-Arabië · Singapore · Sri Lanka · Syrië · Tadzjikistan · Taiwan · Thailand · Turkmenistan · Turkije · Verenigde Arabische Emiraten · Vietnam · Zuid-Korea